# Гарбузівська дубина
Гарбузі́вська дуби́на — втрачена ботанічна пам'ятка природи місцевого значення, яка існувала біля с. Гарбузів Тернопільського району Тернопільської області.
Створена рішенням Тернопільської обласної ради 18 березня 1994 року на території лісового урочища «Гарбузів» у кварталі 20 виділі 8 Залозецького лісництва ДП «Тернопільліс».
Площа — 2 га.
Рішенням Тернопільської обласної ради № 206 від 18 листопада 2003 року об'єкт було скасовано.
Скасування статусу відбулося з причини начебто втрати ділянкою лісівничої цінності (на момент скасування вік становив 77 років), що не могло бути достатньою причиною для ліквідації об'єкта ПЗФ.